# Tentative de coup d'État de 1969 en Libye
La tentative de coup d'État de 1969 en Libye est une tentative de coup d'État menée par les ministres de l'armée et de l'intérieur, Moussa Ahmed et Adam Hawaz, tous deux originaires de la région orientale de Barqa, le 7 décembre 1969 contre Mouammar Kadhafi ayant pris le pouvoir lors d'un coup d'État trois mois plus tôt. Les deux ministres ont été mis en déroute et emprisonnés dans la première des nombreuses survivances de Kadhafi.